# Trigonidium hapapa
Trigonidium hapapa är en insektsart som beskrevs av Otte, D. 1994. Trigonidium hapapa ingår i släktet Trigonidium och familjen syrsor. Inga underarter finns listade i Catalogue of Life.